# ネルフェニッヒ
ネルフェニッヒ（独: Nörvenich）は、ドイツ連邦共和国ノルトライン＝ヴェストファーレン州デューレン郡を構成する町（ゲマインデ）の一つ。14の村（ドルフ）から成る。人口は
11,387人（2023年12月31日現在）
。